# Bruce Welch
Bruce Welch (2 de noviembre de 1941) nacido como Bruce Cripps, es un guitarrista, compositor, productor, cantante y empresario británico más conocido como miembro fundador de The Shadows.

## Biografía
Los padres de Welch (Stan Cripps y Grace Welch) lo trasladaron al 15 de Broadwood View, Chester-le-Street. La madre de Welch murió cuando él tenía seis años, y creció con su tía Sadie en Chester-le-Street, en el condado de Durham. Después de aprender a tocar la guitarra, formó una banda de skiffle de Tyneside llamada The Railroaders cuando tenía catorce años. Su amigo de la Rutherford Grammar School Brian Rankin (que más tarde sería conocido como Hank Marvin) se unió al grupo, y viajaron a Londres en 1958 para la final de un concurso de talentos. Aunque no ganaron, se unieron a miembros de otros grupos participantes y formaron los Five Chesternuts con Pete Chester (nacido en 1942), hijo del cómico Charlie Chester, a la batería.
Al mudarse a Londres, Bruce Welch y Hank Marvin actuaron brevemente como los Geordie Boys antes de enrolarse en un conjunto llamado The Drifters.
En septiembre de 1958, Welch y Marvin se unieron a The Drifters, que más tarde se convertirían en los Shadows, como banda de acompañamiento de Cliff Richard. Además de triunfar con los Shadows, Welch actuó como productor de Richard (entre otros) y como compositor de su ex prometida, Olivia Newton-John. También lanzó un sencillo en solitario, "Please Mr. Please", que no tuvo éxito comercial, aunque la canción ha sido versionada por varios artistas (sobre todo por Newton-John, que la llevó al top 10 de las listas de pop y country de Estados Unidos en 1975).
Welch escribió varios sencillos de éxito número 1 para Richard y para los Shadows. Entre las canciones escritas o coescritas por Welch se encuentran los éxitos de los Shadows "Foot Tapper", "Theme for Young Lovers" y "The Rise and Fall of Flingel Bunt", "Faithful" y "My Home Town" de Marvin Welch & Farrar, y los éxitos de Cliff Richard "Please Don't Tease", "In the Country", "Summer Holiday", "I Love You" y "I Could Easily Fall (In Love with You)".
Fue el asesor musical del musical del West End Buddy - The Buddy Holly Story.
Tras la disolución de los Shadows en 1990, cuando Marvin decidió salir de gira con su propia banda, los planes de Welch para sus propias giras no se materializaron del todo hasta 1998, cuando formó Bruce Welch's Shadows (originalmente llamado "Bruce Welch's Moonlight Shadows", nombre que se abandonó después de 1998). El grupo contaba con el antiguo bajista de los Shadows, Alan Jones, y el teclista Cliff Hall, con Bob Watkins a la batería. Phil Kelly y Barry Gibson (propietario de Burns Guitars) compartieron las tareas de guitarra solista hasta la marcha de Gibson en 2000. Daniel Martin sustituyó a Phil Kelly para el Shadowmania de 2012.

## Shadowmania
En 1998, produjo Shadowmania, un espectáculo de un día que incluía varias bandas tributo a los Shadows, con su propia banda como cabeza de cartel. Debido al éxito del evento, lo presentó anualmente hasta 2012, faltando sólo en 2004 y 2009 debido a las giras con los Shadows reformados.
En Shadowmania 2011 incluyó un "Homenaje a Jet Harris", su antiguo miembro de la banda que había fallecido de cáncer en marzo de ese año. En Shadowmania 2012, Phil Kelly no pudo aparecer por enfermedad y fue sustituido por el guitarrista y compositor de sesión Daniel Martin, y Justin Daish, líder de The Shadowers (la última banda de acompañamiento de Jet Harris).

## Honores
Fue nombrado OBE (Oficial de la Orden del Imperio Británico) en la lista de honores del cumpleaños de 2004 por sus servicios a la música.

## Grupos
- The Railroaders
- The Five Chesternuts
- The Drifters
- Cliff Richard and the Drifters
- The Shadows
- Cliff Richard and the Shadows
- Marvin, Welch & Farrar
- Bruce Welch's Shadows